# Iron Bridge
El Iron Bridge o puente de Hierro (del inglés: Iron Bridge) es un puente de hierro inglés que cruza el río Severn  a la altura de la garganta de Ironbridge, cerca de Coalbrookdale, en Shropshire. Se hizo famoso durante la Revolución industrial al convertirse en el primer puente en arco fabricado utilizando hierro fundido, que anteriormente era demasiado costoso como para usarlo en grandes estructuras. Sin embargo, un nuevo alto horno cercano permitió disminuir el costo y alentó a los arquitectos e ingenieros locales a solucionar el antiguo problema que representaba cruzar el río. El puente no se llama Coalbrookdale como aparece en algunos sitios, sino "Iron Bridge", por eso el pueblo en el que está localizado cambió su nombre a Ironbridge. El nombre de Coalbrookdale aparece escrito en el arco pero solo indica que el puente fue fundido allí, a un kilómetro de distancia.

## Construcción

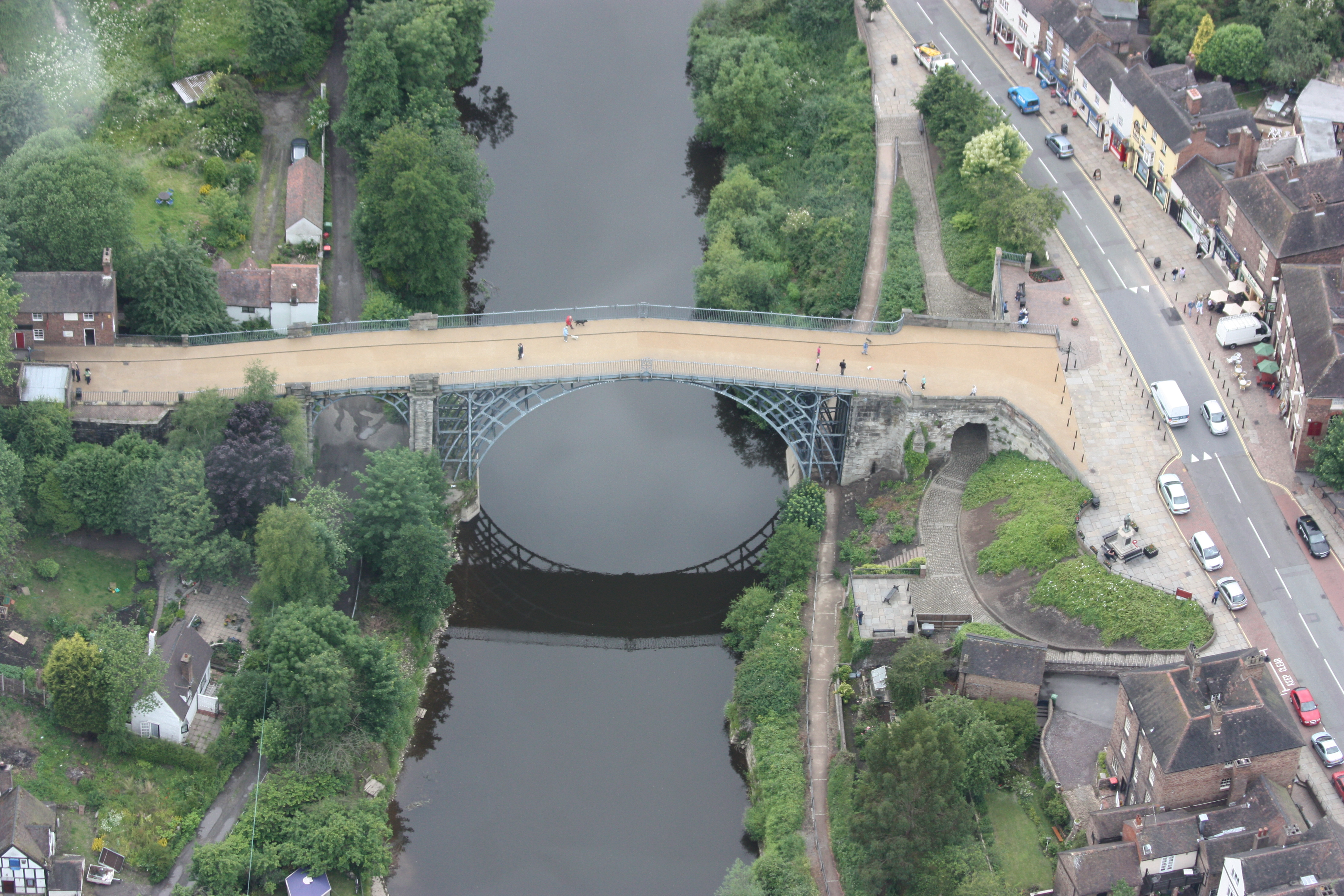
Vista aérea

A principios del siglo XVIII, la única forma de cruzar el río era mediante el uso de ferry. Sin embargo, las industrias cercanas a Broseley y Coalbrookdale requerían de un método más eficiente para ello. En 1773, Thomas Farnolls Pritchard escribió al herrero local, John Wilkinson, para sugerirle la construcción de un puente de hierro fundido. Para 1775, Pritchard había terminado los planos y Abraham Darby III, un herrero de la Garganta, fue el encargado de fundir y construir el puente.
En octubre de 2001, la BBC construyó un puente similar (no basándose en la carpintería, como el original, sino con tecnología moderna) con fines investigativos e históricos.

## Reparaciones

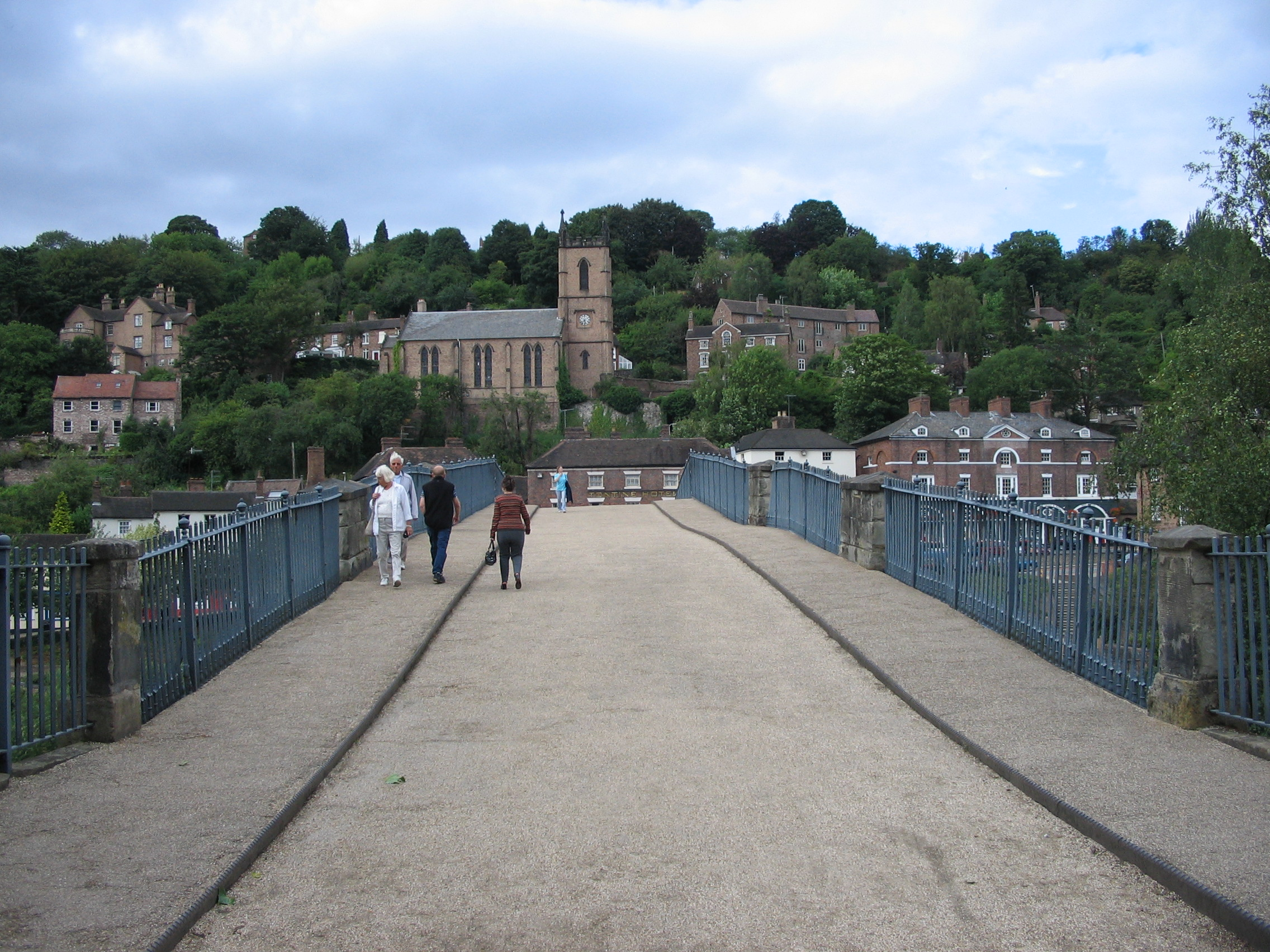
Peatones atravesando el puente

Pocos meses después de haber sido inaugurado, empezaron a aparecer grietas por todo el puente debido a los movimientos de tierra. En 1802, fue necesario demoler el pilar de piedra sur y reemplazarlo por madera temporalmente, antes de sustituirla finalmente por arcos de hierro. En 1972 se llevó a cabo un programa de reparación y refuerzo de cimientos poniendo arcos de hormigón armado bajo el río. De 1999 a 2000 fue renovado nuevamente removiendo placas de hierro fundido para colocar en su lugar placas de acero, para hacerlo más liviano y resistente.

## Actualidad
Finalmente, el tráfico de automóviles por el puente fue prohibido en 1934, y los peajes para peatones fueron eliminados en 1950, cuando el Condado de Shropshire pasó a ser el propietario del puente. Ironbridge como ciudad, y el puente en sí, constituyen una importante atracción turística considerada Patrimonio de la Humanidad por la Unesco, además de un monumento del Reino Unido.